# Palais Cavalieri Ossoli
Pour les articles homonymes, voir Ossoli et Leopardi.

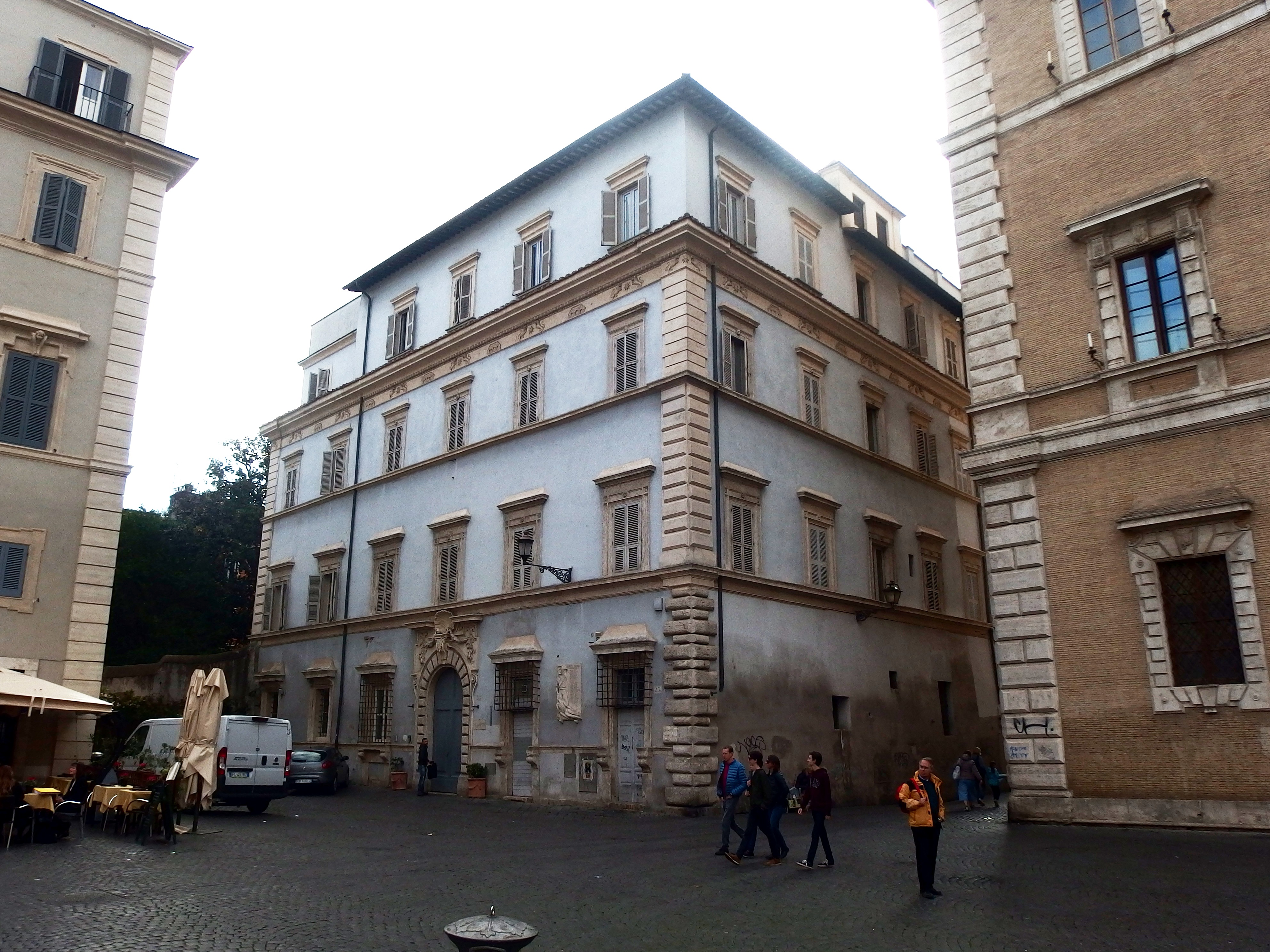
Vue du palais sur la Piazza di Santa Maria in Trastevere.

Le Palais Cavalieri Ossoli, également connu sous le nom de Palazzo Leopardi, est un palais Renaissance situé à la fois sur la Piazza di Santa Maria in Trastevere et la Piazza di San Callisto, dans le Rione Trastevere de Rome. Il est relié au palais Farinacci par l’Arco di San Callisto, qui s’étend sur la Via dell'Arco di San Callisto. 

## Histoire

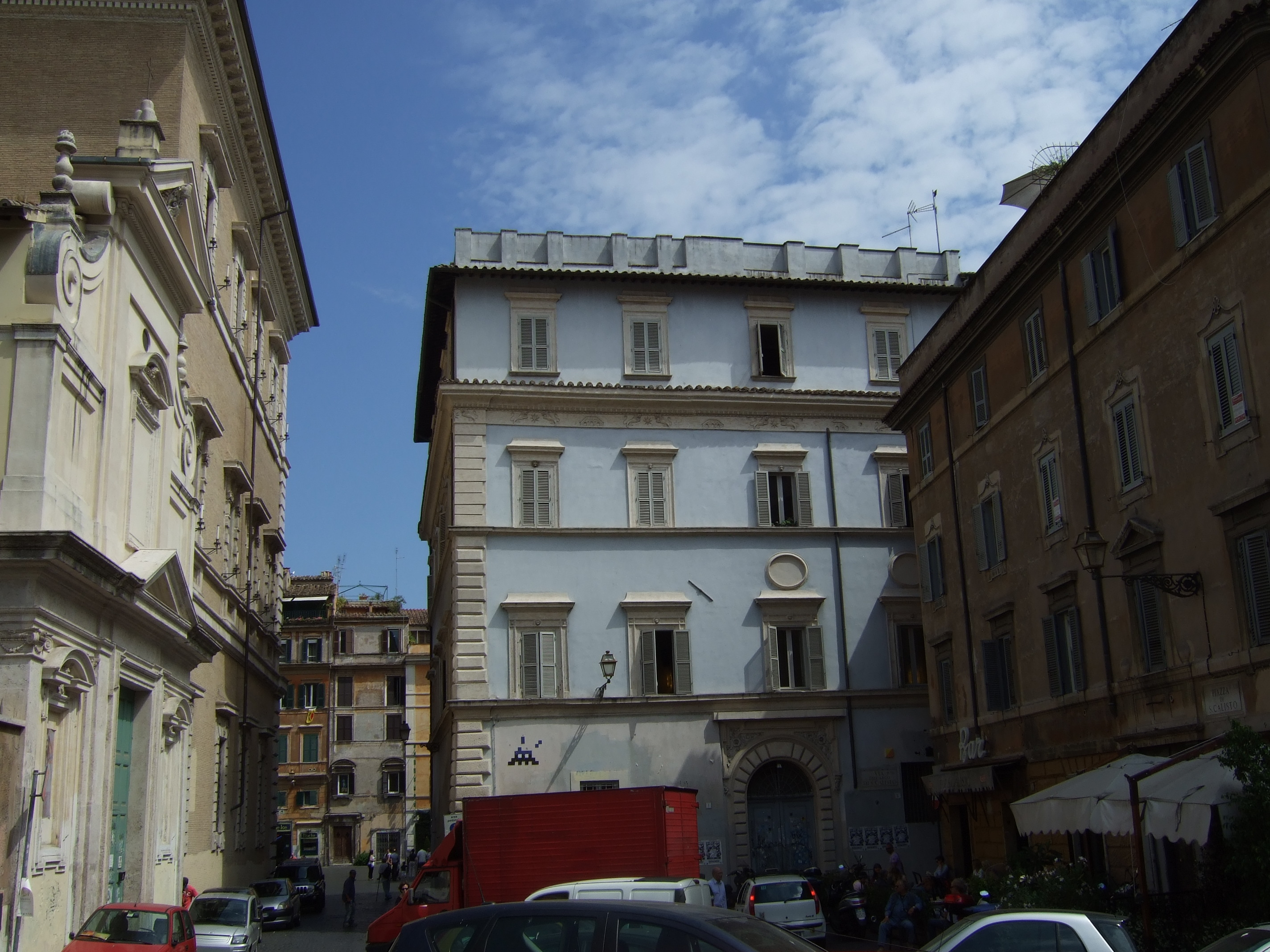
Façade de la Piazza San Callisto. À gauche l'église de San Callisto et à droite le Palazzo Farinacci.

Ce bâtiment, construit pour la première fois au XVIe siècle, a été édifié pour la famille Velli, probablement par l'architecte Giovanni Mangone.  En 1584, il passa entre les mains des Cavalieri, parents des Velli, éventuellement par héritage. Peu de temps après, au milieu du siècle suivant, le palais fut racheté par Girolamo Sciarra, qui le légua en testament à sa fille Lucrezia.  Ces Sciarra ont orné les avant - toits d'éléments héraldiques (encore très visibles aujourd'hui) représentant deux lions faisant face à une étoile entrecoupée d'un pont à trois arches. En 1748, sur une carte de Nolli, le palais apparaît déjà comme propriété des Ossoli; En 1763, le bâtiment fut occupé par les jésuites qui l'utilisèrent comme abri pour les membres de l'ordre expulsés du Portugal. Pendant l'occupation napoléonienne de Rome en 1799, tous les religieux étrangers ont été expulsés de la ville et le bâtiment a changé de mains: en 1803, il était entre les mains du comte Monaldo Leopardi, père du grand poète Giacomo Leopardi, mais trois ans plus tard, il a été vendu à nouveau, cette fois au père Francesco Stracchini et à Monseigneur Belisario Cristaldi, fondateur de la Pia Casa del Rifugio de Santa Maria in Trastevere sous le patronage du cardinal Giulio Maria della Somaglia pour abriter les femmes libérées de la prison de San Michele. En 1899, la Pia Casa fut fusionnée avec le Ritiro della Santa Croce de Santa Francesca Romana. 
Depuis 1978, le palais abrite un centre d'assistance géré par l'administration de la Région Latium.